# 木村雅俊
木村 雅俊(きむら まさとし、1986年9月5日 - )は日本のハンドボール選手。
2001年JOCオリンピック有望候補選手
| スタブアイコン | サブスタブ | この項目は、まだ閲覧者の調べものの参照としては役立たない、スポーツ関係者に関連した書きかけの項目です。この項目を加筆・訂正などしてくださる協力者を求めています（P:スポーツ/PJ:スポーツ人物伝）。 |